# الغواصة الألمانية يو-461
غواصة يو-461 غواصة يو بوت ألمانية تستخدم لأعمال التجديد والصيانة والخدمات اللوجستية الأخرى (تلقب هذه الفئة Milchkuh أو حليب البقر) من الفئة الرابعة عشر بنيت لسلاح بحرية ألمانيا النازية كريغسمارينه، في أحواض دويتشه فيرك في كيل خلال الحرب العالمية الثانية. دخلت الخدمة 30 يناير 1942، أغرقت 30 يوليو 1943.